# Brasserie Sainte-Hélène
La Brasserie Sainte-Hélène est une brasserie artisanale belge située à Florenville dans la commune de Florenville en Gaume, au sud de la province de Luxembourg.

## Histoire
En 1999, la brasserie voit le jour à Orsinfaing (commune de Habay) dans la rue Sainte Hélène qui donnera son nom à l'établissement. Quatre années plus tard, Eddy Pourtois, brasseur autodidacte, commercialise ses premières bières. En 2003, la brasserie déménage à Virton et brasse alors la Sainte-Hélène Blonde, l'ambrée et la Triple D'Jean qui existent encore aujourd'hui sous d'autres noms. Lors d'un nouveau déménagement à Èthe en 2005, la brasserie se dote d'une installation de capacité plus importante. En 2011, associé à Raphaël Vanoudenhoven, la brasserie continue à augmenter sa production et change le graphisme de ses étiquettes. En janvier 2016 la brasserie s'installe à Florenville dans un espace plus grand encore, avec salle de dégustation et accueil pour car.

## Bières
La brasserie  produit actuellement huit bières artisanales selon des méthodes traditionnelles pur malt et houblon qui sont refermentées en bouteille ou en fût, non filtrées et non pasteurisées. 
- Mistinguett, une bière blonde titrant 6,5 % d'alcool.
- Lily Blue, une bière ambrée titrant 7,5 % d'alcool.
- Gypsy Rose, une bière blonde triple titrant 9 % d'alcool.
- La Grognarde, une bière blonde titrant 5,5 % d'alcool.
- Black Mamba, une bière noire titrant 4.5% d'alcool.
- La Prime, une bière rouge de saison titrant 8,5 % d'alcool.
- La Simcoe Lager, rare bière artisanale de fermentation basse titrant 3,5 % d'alcool.
- Ceci n'est pas un Barley Wine, une bière brun-rouge brassée de manière occasionnelle titrant 10 % d'alcool.
- Langue qui pique , une triple blonde légèrement trouble .